# ハープスター (競走馬)
ハープスター（欧字名:英語: Harp Star、2011年4月24日 - ）は、日本の競走馬である。主な勝ち鞍は2013年の新潟2歳ステークス、2014年のチューリップ賞、桜花賞、札幌記念。
馬名の意味は「ベガ（こと座の一等星）の別名」で、祖母ベガからの連想。

## 経歴

### 2歳（2013年）
7月14日に中京競馬場の芝1400mの新馬戦で川田将雅を鞍上にデビューし、単勝1.8倍の1番人気に支持された。後方待機から直線で抜け出し、勝利を飾った。

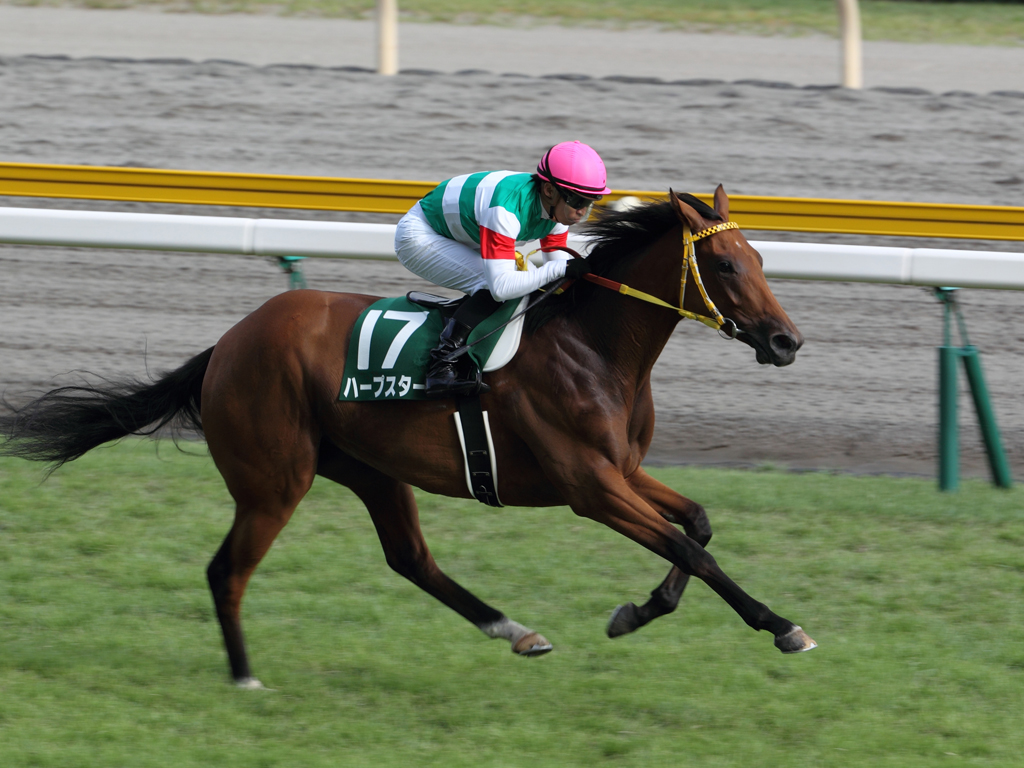
2013年新潟2歳ステークス

8月25日に新潟競馬場で行われた新潟2歳ステークス（芝1600m）でも、単勝1番人気に推された。レースでは再び後方を追走、直線入り口でも最後方であったが、直線だけで全馬を抜き去り、翌年の皐月賞に優勝するイスラボニータに3馬身差をつける圧勝で重賞初制覇を達成した。
12月8日阪神競馬場で行われた阪神ジュベナイルフィリーズ（芝1600m）も単勝1.7倍の圧倒的人気での出走となった。道中は再び後方を進み、直線では馬群を鋭く突くも勝ち馬レッドリヴェールにハナ差届かず2着となった。

### 3歳（2014年）
2014年初戦となったチューリップ賞は単勝1.1倍・支持率72.8%の圧倒的1番人気に推され、後方2番手から最後は2着に2馬身1/2の差を付けて圧勝した。
4月13日の桜花賞では大外18番枠からのスタートとなった。スタート後すぐに後ろに下げ、道中は最後方でレースを進めた。4コーナーでも依然最後方のままであったが直線でメンバー最速となる上がり3ハロン32.9（推定）の末脚を使い、他の17頭を全て抜き去り、最後は阪神ジュベナイルフィリーズで敗れたレッドリヴェールにクビ差をつけ優勝した。ディープインパクト産駒はこの勝利で桜花賞4年連続優勝を達成し、また管理する松田博資調教師にとっては桜花賞通算4勝目となった。
しかし、次走の優駿牝馬（オークス）はいつものように後方からの競馬となり、最後の直線での追い込みにかけたものの先に抜け出したヌーヴォレコルトにクビ差及ばず2着に惜敗した。レース後、落鉄しかけていたことが判明している。その後、陣営は札幌記念をステップレースとして凱旋門賞へ挑戦することを表明した。
8月24日の第50回札幌記念では、初の古馬との対決、特に5冠馬ゴールドシップとの対決は注目を集め、そのゴールドシップに次ぐ2番人気に推された。レースはトウケイヘイロー等が作ったハイペースの中、後方2番手で折り合い、第3コーナーで進出を開始、直線入り口で一気に先頭に立つと最後方から差を詰めるゴールドシップを3/4馬身抑え優勝。2012年のフミノイマージンに次ぐ史上11頭目の牝馬の優勝、1992年のサンエイサンキュー以来22年ぶり2頭目の3歳牝馬の優勝となった。

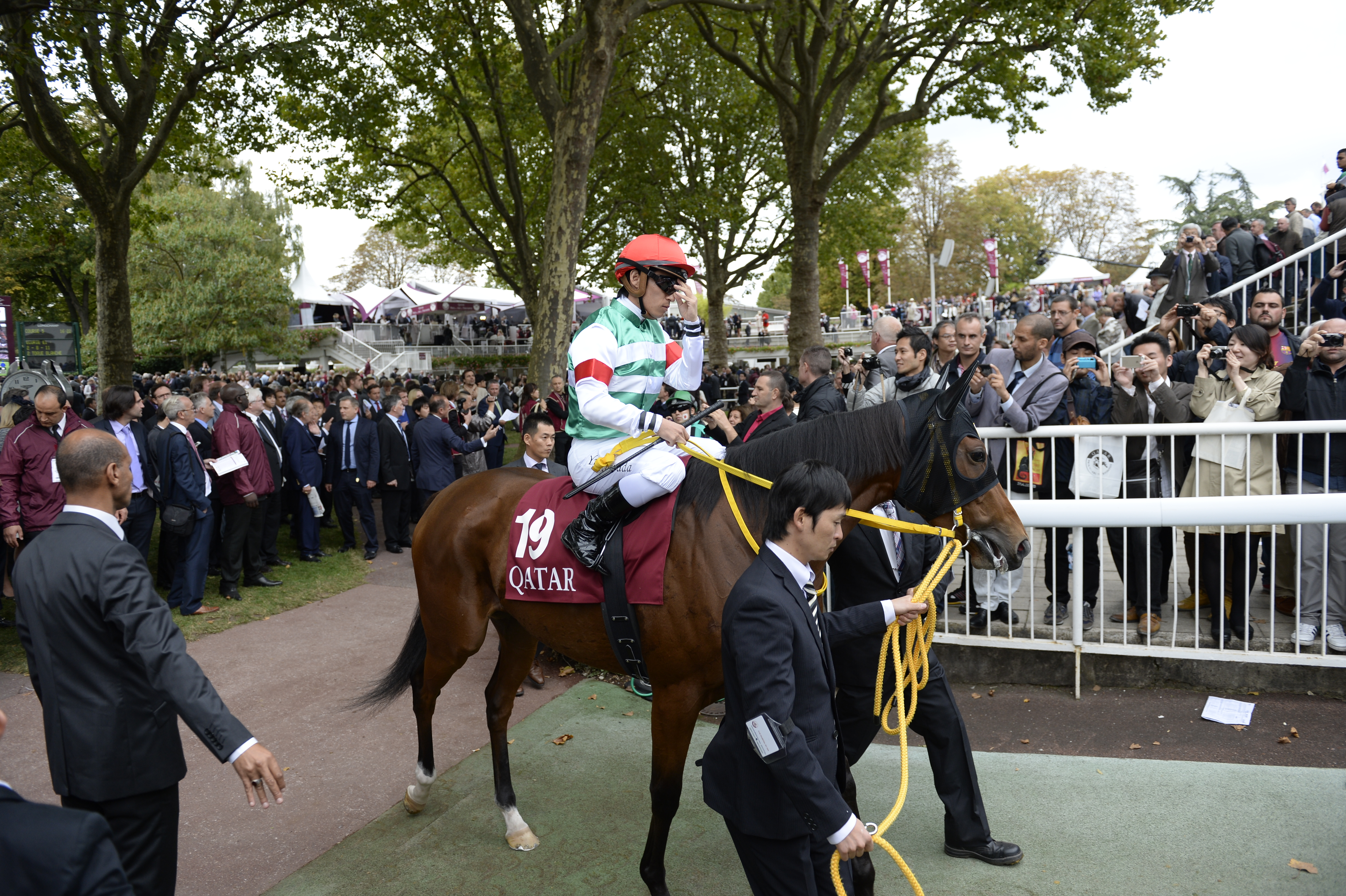
2014年凱旋門賞パドック

日本の牝馬として初挑戦となった凱旋門賞では後方から最後の直線で伸びたものの、仕掛けが遅れたことが影響し、6着でレースを終えた。なお、日本の3歳牝馬による凱旋門賞出走は2023年現在唯一で、6着という結果はスルーセブンシーズ（2023年・4着）が現れるまで日本の牝馬の最高成績だった。
11月30日、年内最終戦としてジャパンカップに出走。故障したトレーディングレザーと接触するアクシデントもあり、最後の直線で伸びを欠き5着に敗れた。

### 4歳（2015年）
明けて4歳の初戦は京都記念に出走。キズナとの初対決が注目を浴びたが、見せ場なくラブリーデイの5着に敗れた。この時、最後の直線コースで内側に斜行し、トウシンモンステラの進路を妨害したため、騎乗していた川田将雅騎手は開催4日間の騎乗停止処分を受けた。
次走は再び海外遠征を選択しドバイシーマクラシックへ出走。イギリスのブックメーカーで1番人気に支持されるなど注目を集めたが、最後の直線半ばで力尽き、大きく離された9頭立ての8着に終わった。レース後、次走は牝馬路線へ戻りヴィクトリアマイルへ向かう事が陣営から発表されていたが、海外遠征から続く疲労が抜けないことが理由でこれを回避し、残りの春シーズンを全休することとなった。その後の検査で種子骨靭帯炎も併発していたことが判明、関係者が協議した結果、現役を引退することになった。引退後は北海道安平町のノーザンファームで繁殖牝馬となる。初年度の相手はキングカメハメハが選ばれた。

## 競走成績
以下の内容は、netkeiba.comの情報に基づくが、海外の競走については各競走に示した出典にも基づく。
| 競走日     | 競馬場     | 競走名         | 格   | 距離（馬場）  | 頭 数 | 枠 番 | 馬 番 | オッズ （人気） | 着順 | タイム （上り3F） | 着差 | 騎手      | 斤量 [kg] | 1着馬（2着馬）       | 馬体重 [kg] | 出典   |
| ---------- | ---------- | -------------- | ---- | ------------- | ----- | ----- | ----- | --------------- | ---- | ----------------- | ---- | --------- | --------- | -------------------- | ----------- | ------ |
| 2013.07.14 | 中京       | 2歳新馬        |      | 芝1400m（良） | 10    | 8     | 10    | 001.80（1人）   | 01着 | R1:24.5（34.5）   | -0.3 | 0川田将雅 | 54        | （オウノミチ）       | 474         |        |
| 0000.08.25 | 新潟       | 新潟2歳S       | GIII | 芝1600m（良） | 18    | 8     | 17    | 002.60（1人）   | 01着 | R1:34.5（32.5）   | -0.5 | 0川田将雅 | 54        | （イスラボニータ）   | 474         |        |
| 0000.12.08 | 阪神       | 阪神JF         | GI   | 芝1600m（良） | 18    | 5     | 10    | 001.70（1人）   | 02着 | R1:33.9（33.6）   | -0.0 | 0川田将雅 | 54        | レッドリヴェール     | 476         |        |
| 2014.03.08 | 阪神       | チューリップ賞 | GIII | 芝1600m（良） | 13    | 3     | 3     | 001.10（1人）   | 01着 | R1:34.3（33.7）   | -0.4 | 0川田将雅 | 54        | （ヌーヴォレコルト） | 476         |        |
| 0000.04.13 | 阪神       | 桜花賞         | GI   | 芝1600m（良） | 18    | 8     | 18    | 001.20（1人）   | 01着 | R1:33.3（32.9）   | -0.0 | 0川田将雅 | 55        | （レッドリヴェール） | 478         |        |
| 0000.05.25 | 東京       | 優駿牝馬       | GI   | 芝2400m（良） | 18    | 5     | 10    | 001.30（1人）   | 02着 | R2:25.8（33.6）   | -0.0 | 0川田将雅 | 55        | ヌーヴォレコルト     | 474         |        |
| 0000.08.24 | 札幌       | 札幌記念       | GII  | 芝2000m（良） | 14    | 5     | 8     | 003.70（2人）   | 01着 | R1:59.1（35.5）   | -0.1 | 0川田将雅 | 52        | （ゴールドシップ）   | 476         |        |
| 0000.10.05 | ロンシャン | 凱旋門賞       | G1   | 芝2400m（良） | 20    | 12    | 19    | **              | 06着 | **                | **   | 0川田将雅 | 54.5      | Treve                | 計不        | [ 29 ] |
| 0000.11.30 | 東京       | ジャパンC      | GI   | 芝2400m（良） | 18    | 3     | 6     | 004.10（2人）   | 05着 | R2:24.0（35.0）   | -0.9 | 0川田将雅 | 53        | エピファネイア       | 476         |        |
| 2015.02.15 | 京都       | 京都記念       | GII  | 芝2200m（良） | 11    | 7     | 8     | 001.80（1人）   | 05着 | R2:11.9（34.0）   | -0.4 | 0川田将雅 | 54        | ラブリーデイ         | 490         |        |
| 0000.03.28 | メイダン   | ドバイシーマC  | G1   | 芝2410m（良） | 9     | **    | 9     | **              | 08着 | **                | **   | 0R.ムーア | 54.5      | Dolniya              | 計不        | [ 30 ] |

## 繁殖成績
|       | 生年   | 馬名               | 性 | 毛色 | 父                 | 馬主                     | 厩舎                                                         | 戦績                 | 出典   |
| ----- | ------ | ------------------ | -- | ---- | ------------------ | ------------------------ | ------------------------------------------------------------ | -------------------- | ------ |
| 初仔  | 2016年 | アストライア       | 牝 | 栗毛 | キングカメハメハ   | （有）キャロットファーム | 栗東・池添学                                                 | 4戦0勝（抹消・繁殖） | [ 31 ] |
|       | 2017年 | 不受胎             |    |      | キングカメハメハ   |                          |                                                              |                      | [ 32 ] |
|       | 2018年 | 死産               |    |      | モーリス           |                          |                                                              |                      | [ 32 ] |
| 2番仔 | 2019年 | ライラスター       | 騸 | 鹿毛 | ロードカナロア     | （有）キャロットファーム | 美浦・木村哲也 →美浦・岩戸孝樹 →美浦・木村哲也 →美浦・森一誠 | 19戦2勝（現役）      | [ 33 ] |
|       | 2020年 | 不受胎             |    |      | エピファネイア     |                          |                                                              |                      | [ 32 ] |
|       | 2021年 | 不受胎             |    |      | モーリス           |                          |                                                              |                      |        |
| 3番仔 | 2022年 | ヴァルチャースター | 牡 | 鹿毛 | サートゥルナーリア | （有）キャロットファーム | 栗東・池添学                                                 | 2戦0勝（現役）       | [ 34 ] |

- 情報は、2025年4月13日現在[32]

## 血統表
| ハープスターの血統              | ハープスターの血統                                     | ハープスターの血統                 | （血統表の出典）                   | （血統表の出典） |
| 父系                            | サンデーサイレンス系（ヘイロー系）                     | サンデーサイレンス系（ヘイロー系） | サンデーサイレンス系（ヘイロー系） | [ § 2 ]          |
| 父 ディープインパクト 2002 鹿毛 | 父の父*サンデーサイレンス Sunday Silence 1986 青鹿毛   | Halo                               | Hail to Reason                     | Hail to Reason   |
| 父 ディープインパクト 2002 鹿毛 | 父の父*サンデーサイレンス Sunday Silence 1986 青鹿毛   | Halo                               | Cosmah                             |                  |
| 父 ディープインパクト 2002 鹿毛 | 父の父*サンデーサイレンス Sunday Silence 1986 青鹿毛   | Wishing Well                       | Understanding                      | Understanding    |
| 父 ディープインパクト 2002 鹿毛 | 父の父*サンデーサイレンス Sunday Silence 1986 青鹿毛   | Wishing Well                       | Mountain Flower                    |                  |
| 父 ディープインパクト 2002 鹿毛 | 父の母*ウインドインハーヘア Wind in Her Hair 1991 鹿毛 | Alzao                              | Lyphard                            | Lyphard          |
| 父 ディープインパクト 2002 鹿毛 | 父の母*ウインドインハーヘア Wind in Her Hair 1991 鹿毛 | Alzao                              | Lady Rebecca                       |                  |
| 父 ディープインパクト 2002 鹿毛 | 父の母*ウインドインハーヘア Wind in Her Hair 1991 鹿毛 | Burghclere                         | Busted                             | Busted           |
| 父 ディープインパクト 2002 鹿毛 | 父の母*ウインドインハーヘア Wind in Her Hair 1991 鹿毛 | Burghclere                         | Highclere                          |                  |
| 母 ヒストリックスター 2005 鹿毛 | 母の父*ファルブラヴ Falbrav 1998 鹿毛                  | Fairy King                         | Northern Dancer                    | Northern Dancer  |
| 母 ヒストリックスター 2005 鹿毛 | 母の父*ファルブラヴ Falbrav 1998 鹿毛                  | Fairy King                         | Fairy Bridge                       |                  |
| 母 ヒストリックスター 2005 鹿毛 | 母の父*ファルブラヴ Falbrav 1998 鹿毛                  | Gift of the Night                  | Slewpy                             | Slewpy           |
| 母 ヒストリックスター 2005 鹿毛 | 母の父*ファルブラヴ Falbrav 1998 鹿毛                  | Gift of the Night                  | Little Nana                        |                  |
| 母 ヒストリックスター 2005 鹿毛 | 母の母ベガ 1990 鹿毛                                   | *トニービン                        | *カンパラ                          | *カンパラ        |
| 母 ヒストリックスター 2005 鹿毛 | 母の母ベガ 1990 鹿毛                                   | *トニービン                        | Severn Bridge                      |                  |
| 母 ヒストリックスター 2005 鹿毛 | 母の母ベガ 1990 鹿毛                                   | *アンティックヴァリュー            | Northern Dancer                    | Northern Dancer  |
| 母 ヒストリックスター 2005 鹿毛 | 母の母ベガ 1990 鹿毛                                   | *アンティックヴァリュー            | Moonscape                          |                  |
| 母系(F-No.)                     | アンティックヴァリュー系(FN:9-f)                       | アンティックヴァリュー系(FN:9-f)   | アンティックヴァリュー系(FN:9-f)   | [ § 3 ]          |
| 5代内の近親交配                 | Northern Dancer 5×4･4=15.63%                           | Northern Dancer 5×4･4=15.63%       | Northern Dancer 5×4･4=15.63%       | [ § 4 ]          |
| 出典                            | 1. 2. 3. 4.                                            | 1. 2. 3. 4.                        | 1. 2. 3. 4.                        | 1. 2. 3. 4.      |

- 祖母・ベガは桜花賞、優駿牝馬の優勝馬[7]。母・ヒストリックスターはベガが産んだ唯一の牝馬である[12]。
- ベガの産駒にアドマイヤベガ（父・サンデーサイレンス、東京優駿優勝）[37]、アドマイヤボス（父・サンデーサイレンス、セントライト記念優勝）[38]、アドマイヤドン（父・ティンバーカントリー、朝日杯フューチュリティステークス優勝、JBCクラシック3連覇などG1級競走7勝）[39]。
- 曾祖母・アンティックヴァリューの産駒に、マックロウ（父トニービン・京都記念優勝）[40]。